# Torre dell'orologio di Sighișoara

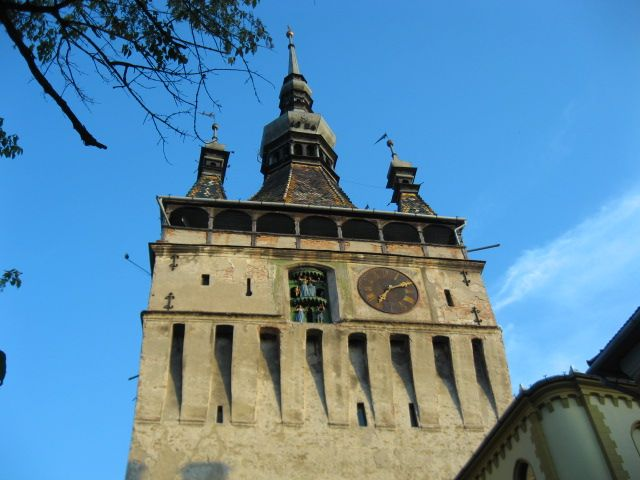
La monumentale torre dell'orologio di Sighișoara.

La torre dell'orologio di Sighișoara (in rumeno: Turnul cu Ceas) è il principale punto d'accesso al centro antico della città,  opposta alla Torre dei sarti. Con i suoi 64 metri di altezza, la torre è visibile praticamente da ogni punto della città, situata nel distretto di Mureș. Il suo scopo principale era quello di difendere l'ingresso principale alla cittadella, oltre a fungere da municipio fino al 1556. Oggi è considerato uno dei monumenti più rappresentativi nel suo genere in Transilvania.

## Storia
La costruzione della torre è cominciata alla fine del XIII secolo. Nel XIV secolo svolse la funzione di semplice torretta che dava accesso alla città e si sviluppava su soli due piani: il pianoterra e i primi due piani della torre furono costruiti in arenaria e roccia, negli gli angoli sono state impiegate delle piastrelle in basalto. La prima fase di costruzione della torre è probabilmente affine a quella della Torre dei Sarti. Lo spessore delle mura alle fondamenta della torre era di 2.35 metri, mentre quelle del secondo piano 1.30 metri. Nel XVI secolo fu demolito il vecchio tetto e aggiunti altri due piani in laterizio insieme alla balconata e un nuovo tetto. Non si sa come fosse fatto il tetto prima dell'incendio del 1676. Le attuali cinque torrette in stile barocco presenti sul tetto rappresentano il risultato dello straordinario lavoro dei tre maestri Pellegrini:  Veit Gruber del Tirolo, Philip Bong da Salisburgo e il carpentiere Valentinus Auslander che ricostruirono l'edificio dopo l'incendio del 1676 dal marzo al settembre del 1677 per 650 fiorini. Ciò che rende unica la torre nella regione sono le marionette poste all'interno dell'orologio.
È uno dei simboli di Sighișoara e, sebbene tutte le altre torri fossero di proprietà e sotto la custodia delle diverse corporazioni della città, la torre dell'orologio è sempre stata di patrimonio pubblico. Era sede infatti della pubblica amministrazione locale e, durante i giorni di festa, dell'orchestra cittadina. Dalla fine del XIX secolo ospita il museo di storia di Sighișoara. Altra importante caratteristica della torre è la balconata, che rappresenta il miglior punto di osservazione della città: l'ampio colpo d'occhio permetteva infatti di individuare per tempo eventuali incendi e accorrere a uno dei nove punti da cui era possibile attingere dell'acqua, ciò fu di vitale importanza per evitare che le fiamme si propagassero. Al tempo del completamento della costruzione dell'edificio, infatti, la città non disponeva di grosse risorse d'acqua, fu necessario scavare per 35 metri affinché vi si trovasse una fonte.

### Ristrutturazioni
La torre è stata modernizzata nel 1964 grazie all'installazione di un motore elettrico che però non ha intaccato il fascino antico dell'orologio. Dal 1898 la torre è adibita a museo, un titolo che le conferisce lo status di simbolo della Cittadella e la principale attrazione turistica.

## Descrizione

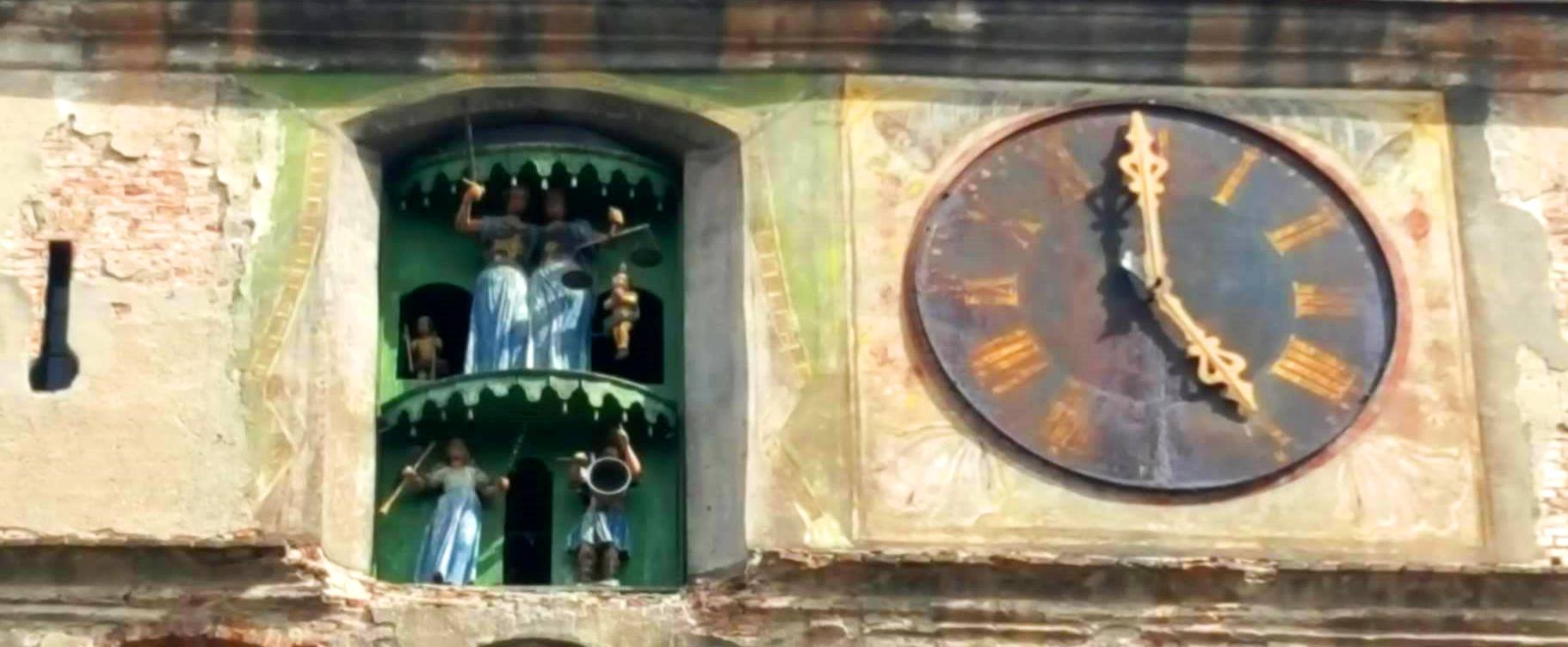

La torre si presenta come un prisma rettangolare dalle mura spesse e una base lunga 12 e larga 8,66 metri, ha quattro piani e una galleria d'osservazione. Attualmente la distanza fra la base della torre e la base del tetto è di 30 metri mentre quella fra la base del tetto e la cima è di 34 metri. Ciò significa che il tetto da solo misura più del corpo della torre. La base della torre è attraversata da due passaggi paralleli semi cilindrici a volta risalenti al XIII secolo, in passato era provvista di solide porte in legno di quercia e griglie di metallo, le cui tracce sono ancor oggi visibili. La torre reca molti segni della passata autorità locale: le quattro torrette poste agli angoli del tetto, alte 12.5 metri, sono i simboli dell'autonomia dello Stato, che poteva  pronunciare ed eseguire le sentenze fino alla pena capitale. Anche l'orologio e le statuette al suo interno possono essere considerate simboli dell'autorità pubblica, come ad esempio il raggio d'oro avente il diametro di un metro in cima al tetto.
L'orologio della torre ha due meccanismi, uno in legno e l'altro in metallo corrispondenti a due diverse epoche. Due delle quattro facciate della torre (quella rivolta al centro antico e quella rivolta alla parte bassa della città) sono occupate da un orologio dal diametro di 2.3 metri e avente i numeri dipinti in nero e oro. Due nicchie alla sinistra del quadrante custodiscono delle figure simboliche.
Nella nicchia rivolta alla Cittadella sono sistemate su tre livelli queste figure:
- La Dea della Pace (in basso a sinistra), regge fra le sue mani un ramo d'ulivo e una tromba;
- Il piccolo Percussionista (a destra), regge un martello nella sua mano destra e lo batte su un piccolo tamburo di bronzo;
- La Giustizie e la Rettitudine (al centro). Queste due figure vestite di blu dominano la composizione e sono più grandi di tutte le altre marionette: la Giustizia è bendata e regge una spada nella sua mano, mentre la Rettitudine mantiene una bilancia.
- Il Giorno e la Notte (in alto), fissati su di un bilanciere in metallo, sono rappresentati come due angeli: il Giorno ha nelle mano una testa e un cuore in fiamme; La Notte regge una torcia in entrambe le mani. Rappresentano dalle 6 del mattino alle 6 di sera le 12 ore lavorative di ogni artigiano della Cittadella.

La nicchia rivolta alla parte bassa della città ha solo due settori:
- In basso a sinistra si trova un altro piccolo Percussionista (identico a quello rappresentato al lato opposto della torre), e alla sua destra è sistemata una figura che ha perso alcune delle sue caratteristiche e simboleggia, forse, il Boia che parrebbe reggere una frusta e un'ascia come a voler ammonire i fuorilegge.
- La posizione centrale è dominata da una piattaforma rotante sulla quale sono state montate sette marionette di legno rappresentanti i giorni della settimana, ma solo una di loro può essere scorta dalla parte bassa della città. Ogni notte a mezzanotte in punto la piattaforma ruota da sinistra a destra di pochi gradi nella vecchia finestra mettendo in mostra una nuova figura.

### Un personaggio al giorno

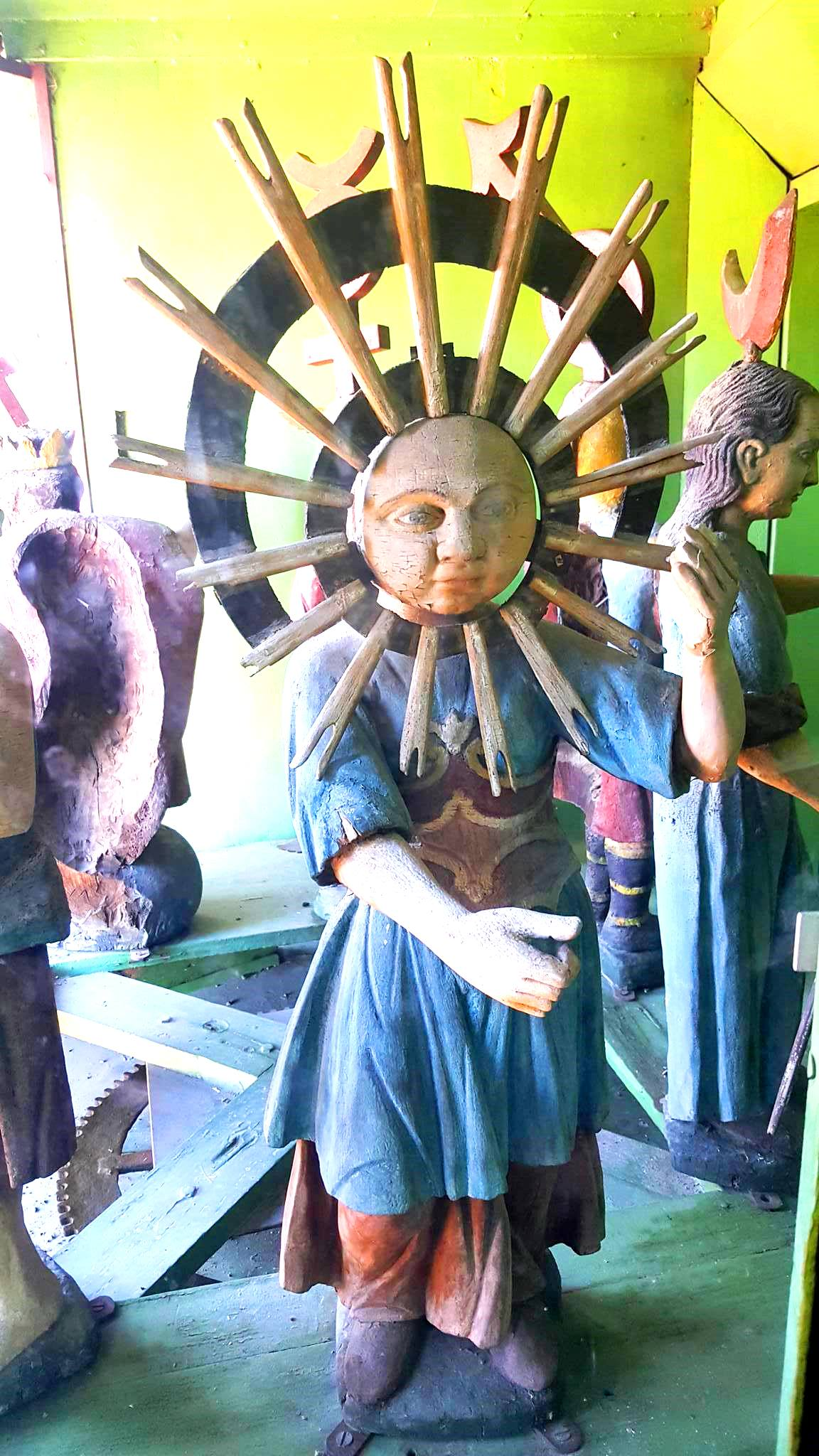
Domenica

A una prima occhiata si potrebbe pensare che le sette figure rappresentino i giorni della settimana, ma in realtà incarnano sette divinità del passato, sette pianeti e sette metalli.
- Domenica: È rappresentata da una figura femminile con una maglia blu, gonna rossa e una grossa cinta. I raggi d'oro attorno alla sua testa sono appunto simbolo di questo metallo prezioso. Per romani e greci il Sole era il dio Elio, ma questa divinità in abiti femminili ci suggerisce che l'autore dell'opera ha tenuto in debita considerazione che in lingua tedesca la parola Sole è femminile (Die Sonne). Si crede che la posizione dell braccia della figura stia a simbolizzare il movimento del Dio Sole che si alza e abbassa sulla terra.

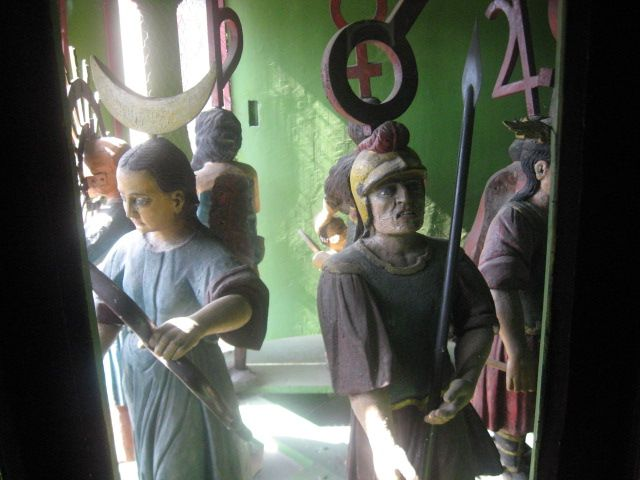
Lunedì/Martedì

- Lunedì: Si tratta di una figura femminile che veste un abito blu con arco e freccia fra le mani e una mezza luna sulla testa, simbolo dell'argento.  Protettrice o Signora della notte, la luna è Artemide per i greci o Diana per gli antichi romani, dea della caccia, protettrice della natura, costantemente in mutazione.
- Martedì: La figura maschile indossa una maglia rossa e un abito blu, porta un elmo in testa e rappresenta il ferro. Ha in mano una lancia, simbolo della guerra e incarna il dio Marte.
- Mercoledì: Figura maschile con un soprabito rosso e una veste verde, porta i simboli della divinità greca Hermes, per i romani Mercurio: stringe nella mano destra un caduceo e una sacca di monete nella sinistra. Due coppie d'ali sono state attaccate al suo elmo e ai suoi calzari a simbolizzare i viaggi che il "messaggero degli dei" compiva tramite levitazione. Il simbolo sulla sua testa rappresenta la natura ermafrodita e il mercurio, metallo che può modificare altri elementi. Si crede che Hermes fosse il dio degli affari e dei furti, ma in realtà era il messaggero dei misteri e dei principi esoterici, un mediatore fra il mondo visibile e quello invisibile. Mercurio o Hermes non ha alcun equivalente nella mitologia germana.
- Giovedì: È una figura che rappresenta Giove o Zeus, dalla corona d'oro sulla testa, come un re medievale, con una maglia rossa e un mantello d'ermellino. Il piede destro è poggiato su di un globo, emblema dell'universo. Nella mano destra regge il simbolo della luce, mentre nella sinistra il simbolo di un fulmine. Giove è, secondo la cultura Indo-Europea, il dio che ha appunto il controllo dei fulmini. I germani lo chiamavano "Donnar", da qui il nome del giorno della settimana Donnerstag in tedesco. Sulla testa di Zeus c'è il simbolo dello stagno.Sabato

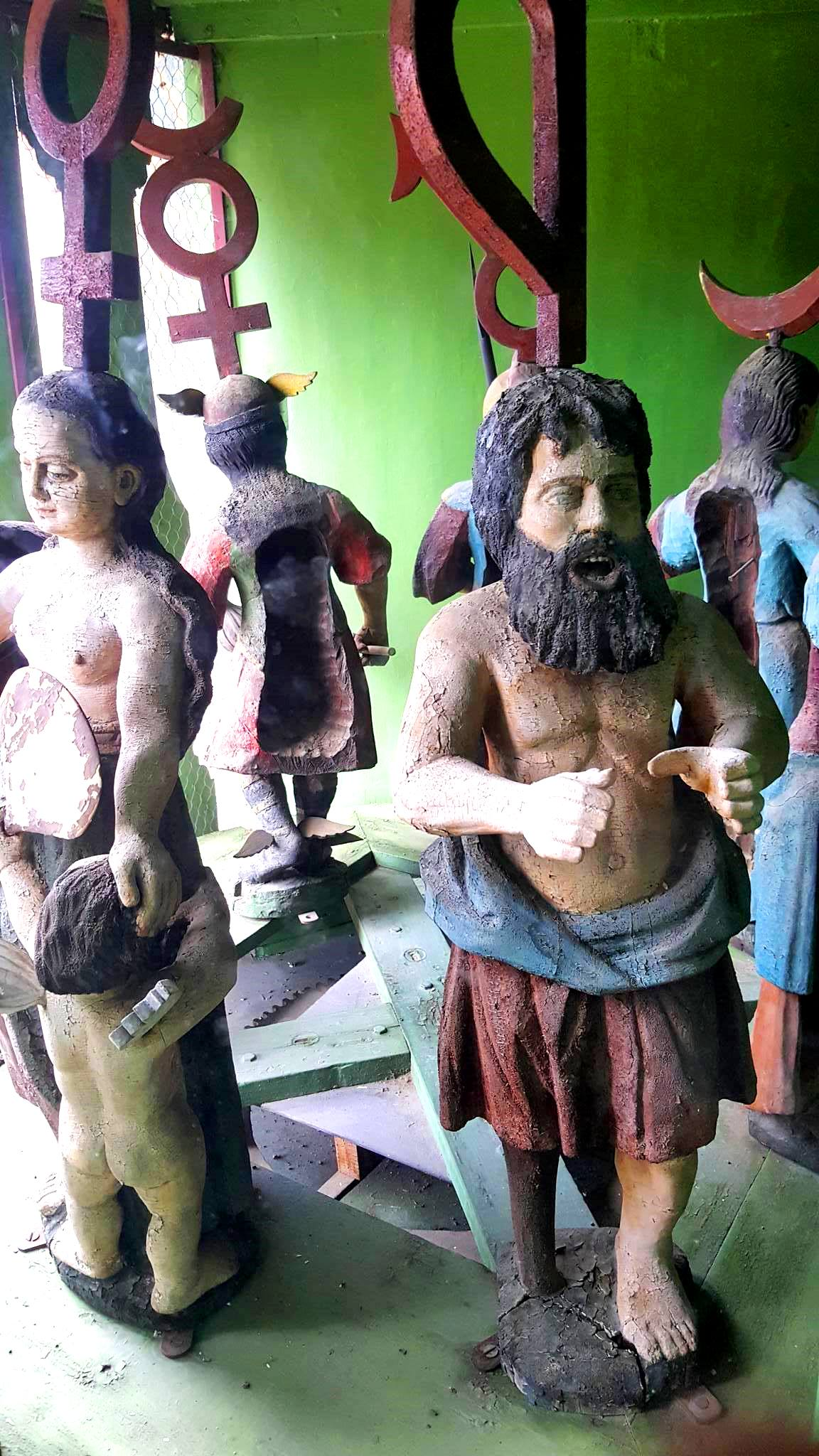
Sabato

- Venerdì: Il personaggio femminile rappresenta Afrodite o Venere, divinità della bellezza e dell'amore. Indossa una gonna verde a righe rosse e il sia il petto che le sue gambe sono nude. Reca sulla sua testa il simbolo del rame, il metallo rosso simbolo della passione, anche esso associato con il pianeta verde emblema della bellezza.
- Sabato: La figura rappresenta Saturno, il padre degli dei antichi. Per i romani Saturno era in realtà Crono, il titano greco scappato in Italia che insegnò agli antichi romani l'agricoltura e in onore del quale venivano celebrati i Saturnali. In passato, la figura di Saturno reggeva fra le mani un bambino. La figura si presenta a torso nudo e indossa un paio di pantaloni rossi sopra la cinta. Sulla sua testa c'è il simbolo del piombo, che indica stabilità e assenza di movimento. Non si sa perché abbia una gamba di legno, forse si tratta di un malinteso dovuto al fatto che le gambe delle vecchie statue fossero coperte da bende di stoffa e mostrate solo durante le festività.

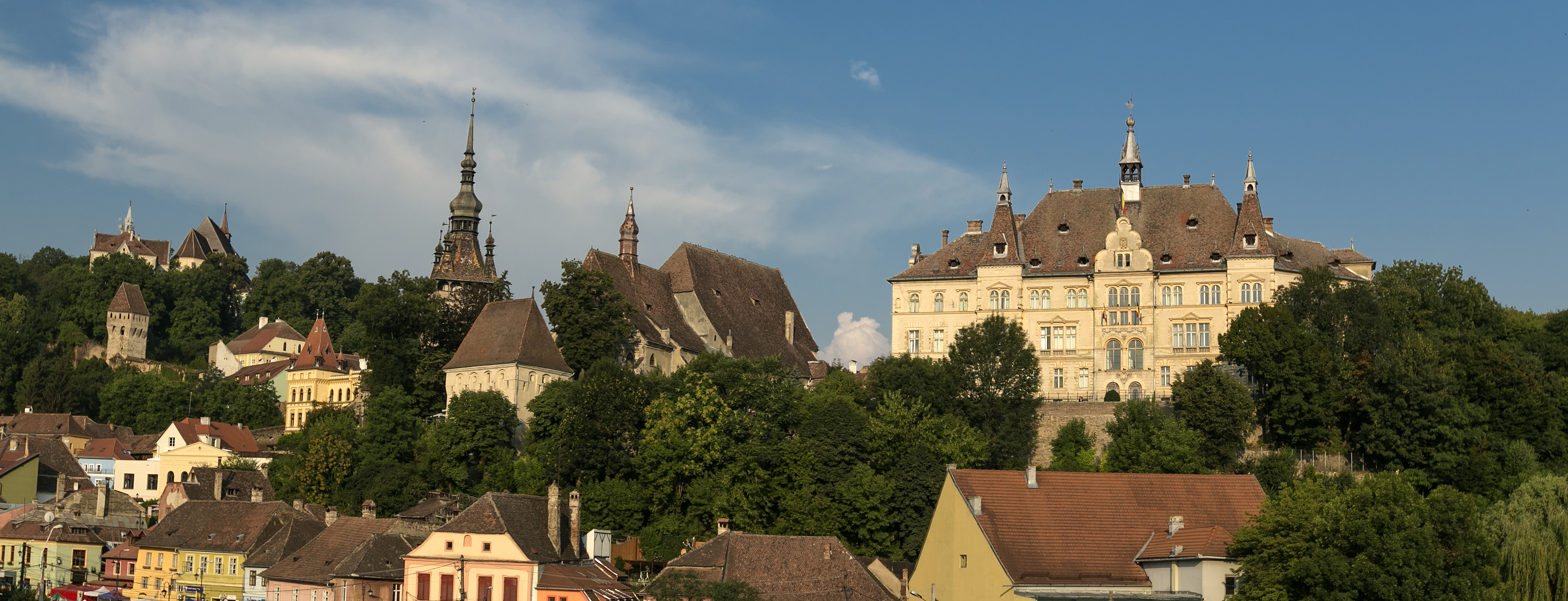
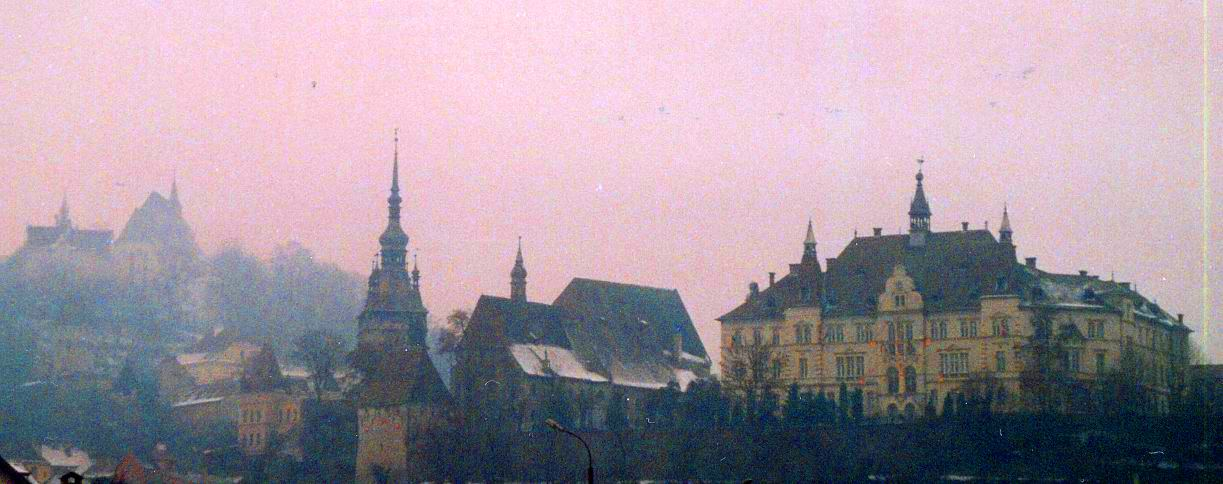
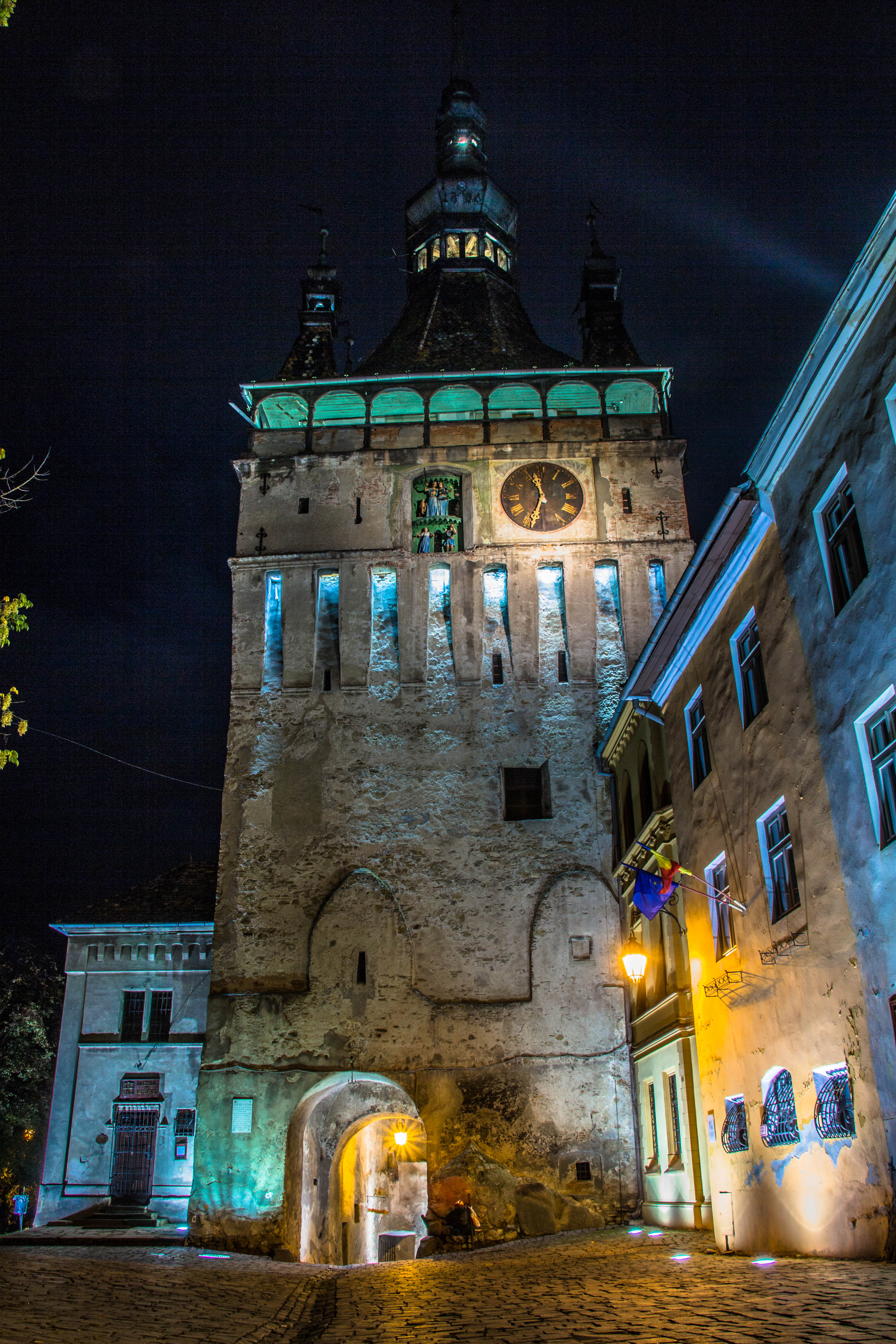
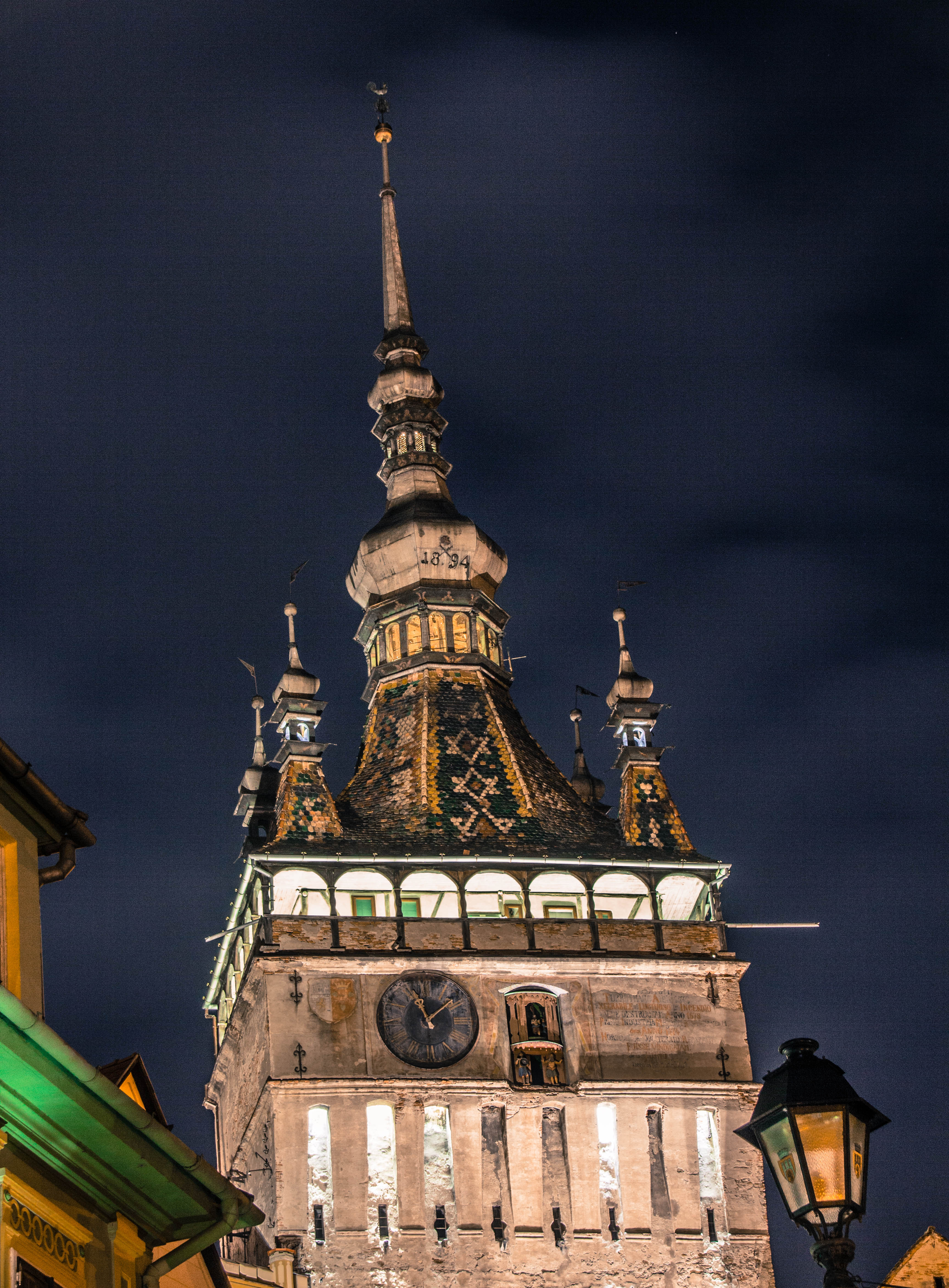
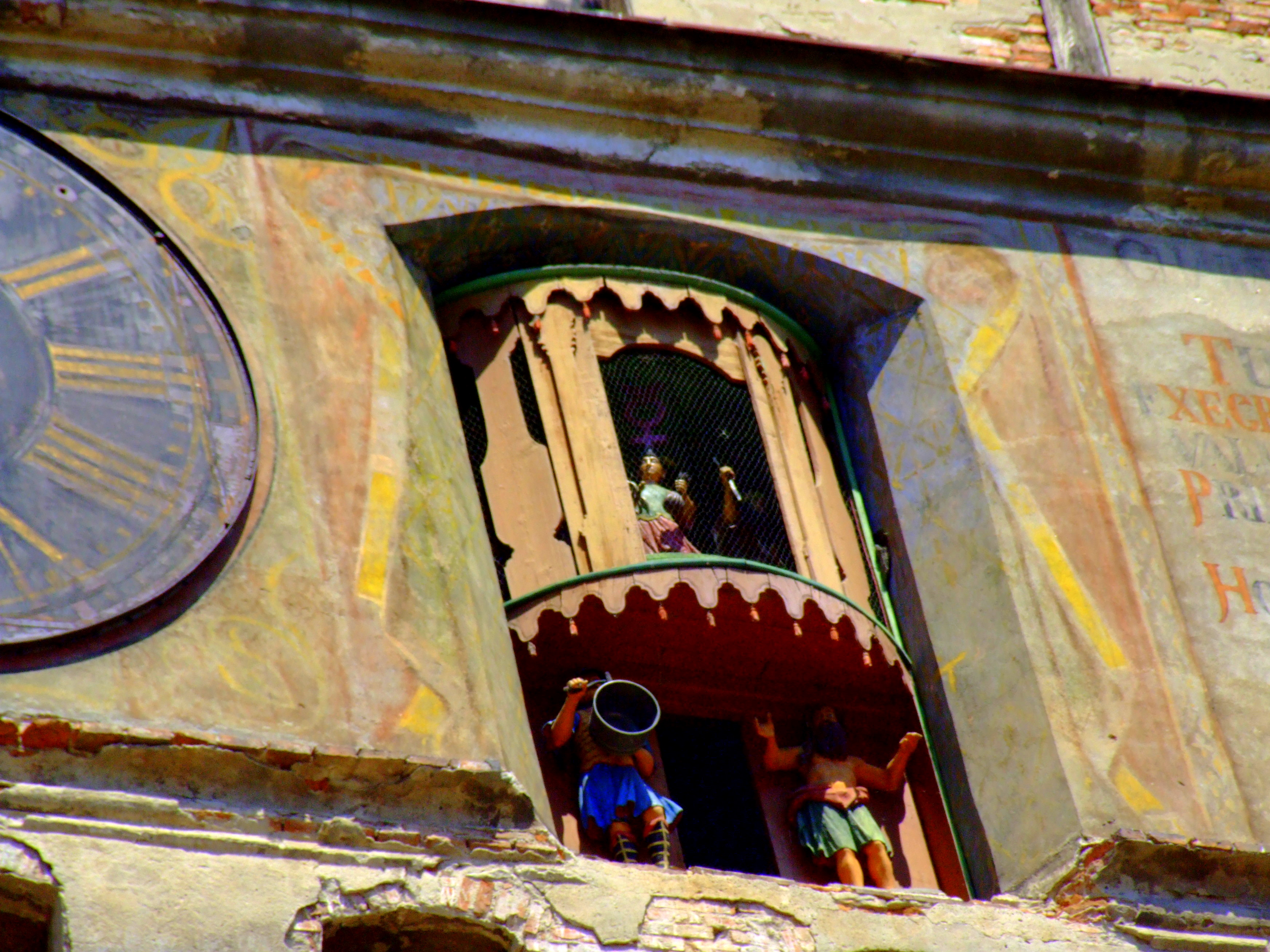
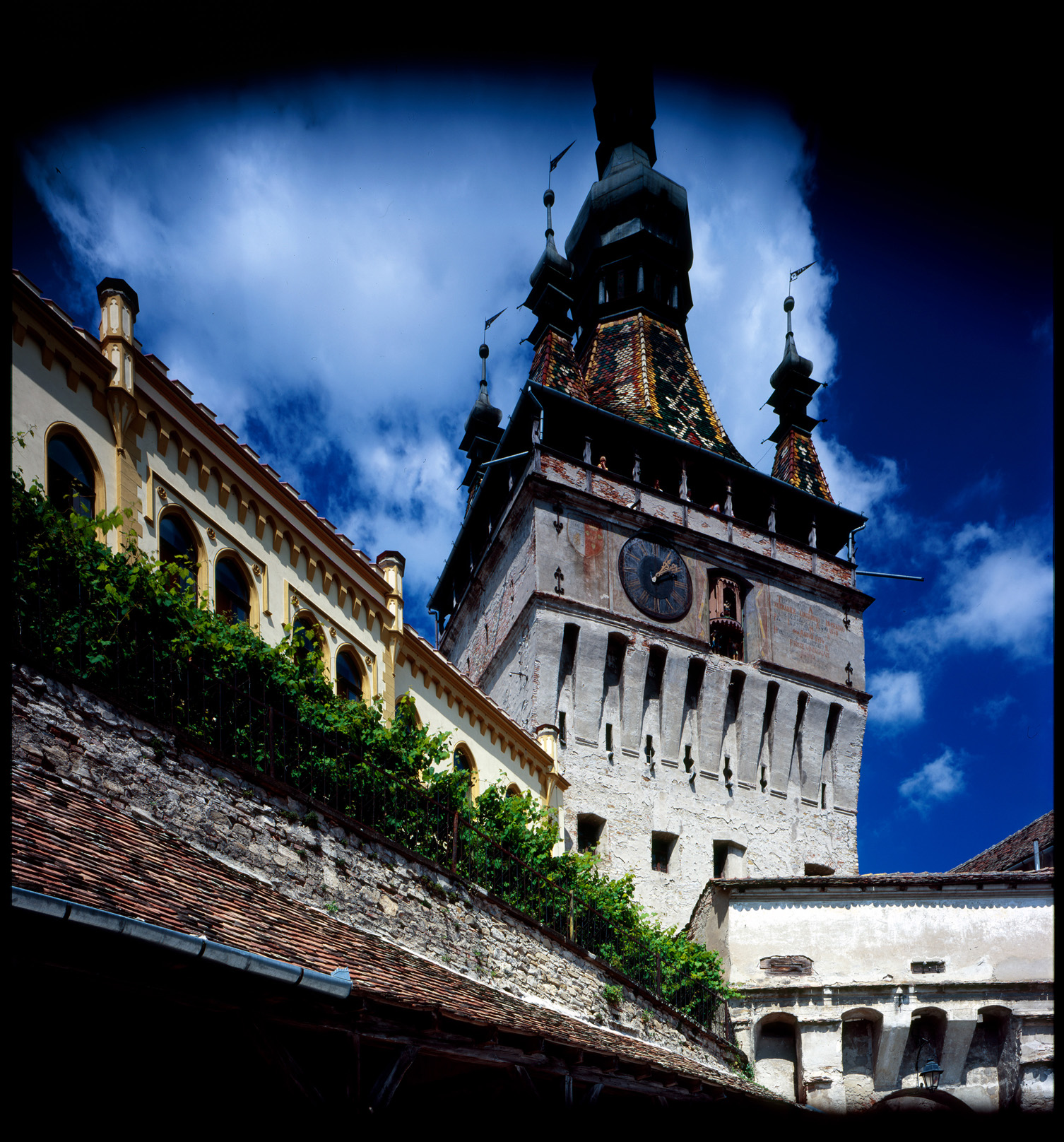